# The Basket Manager
The Basket Manager è un videogioco di pallacanestro, d'azione in campo e manageriale, pubblicato nel 1990 per Amiga, Atari ST, Commodore 64 e MS-DOS dalla Simulmondo.
L'azienda pubblicò un altro titolo simile due anni dopo, Basket Playoff, più elaborato ma solo per Commodore 64 e MS-DOS.

## Modalità di gioco
Fino a quattro giocatori umani affrontano un campionato con girone all'italiana, con un numero totale di squadre da 2 a 16. Ogni giocatore gestisce una squadra economicamente e la controlla in azione; due giocatori possono agire simultaneamente in campo quando le loro squadre si incontrano. Si può salvare il campionato in corso.
Nei menù e nella fase manageriale l'interfaccia è basata su icone ed etichette azionate da un puntatore. La propria squadra deve essere costituita acquistando otto cestisti, con un budget iniziale limitato. I cestisti hanno nomi di fantasia e ciascuno è caratterizzato dal proprio ritratto e da quattro statistiche (velocità, resistenza, palleggio, tiri), rappresentate da barre di lunghezza variabile. Compaiono anche le barre relative alla media della squadra. Si può scegliere tra 32 cadetti e 8 professionisti; questi ultimi sono ben più capaci, ma hanno prezzi molto elevati e con il budget iniziale è praticamente impossibile acquistarne anche solo uno. I cinque cestisti che entrano in partita sono selezionabili di volta in volta mentre gli altri sono riserve. Tra una partita e l'altra si può effettuare compravendita con gli incassi dati dalle vittorie.
In partita l'azione è molto simile a quella dell'arcade Dunk Shot del 1987. Il campo è visto dall'alto, un tipo di inquadratura allora piuttosto insolita nelle simulazioni di pallacanestro. Il campo è disposto in orizzontale, tranne che nella versione Atari ST dove è verticale, con scorrimento in tutte le direzioni. Il cestista attualmente controllato dal giocatore viene selezionato in automatico. Sono presenti falli e sostituzioni. Con lo stesso pulsante premuto più o meno a lungo si passa e si tira; per i tiri liberi e i tiri dalla distanza appare una freccina per la mira manuale.

## Sviluppo
Lo sviluppo iniziò circa a marzo 1989, per giungere alla pubblicazione all'inizio del 1990.
La prima versione sviluppata fu quella per Amiga, programmata da Mario Bruscella con grafica di Roberto Iabichella. Secondo Bruscella, la parte più impegnativa è stata quella dell'azione in partita, dove vengono animati 11 sprite da 48x48 pixel e 7 colori, a 50 frame per secondo. Gli effetti sonori vennero realizzati con il campionatore Audiomaster 2, digitalizzando rumori fatti artigianalmente in ufficio. Per il realismo del gioco fu consultato l'esperto di tattica della pallacanestro Gaetano Dalboni, con aggiustamenti da parte di Maurizio Bendandi, un giornalista di Superbasket.

## Accoglienza
La critica sulla stampa italiana accolse tutte le versioni di The Basket Manager molto positivamente. La stampa tedesca al contrario fu fortemente negativa.